# La señorita Julie
La señorita Julie (Fröken Julie, en el original) es una película dramática sueca de 1951, filmada en blanco y negro y dirigida por Alf Sjöberg. El guion, del propio director, se basa en La señorita Julia, una obra teatral de August Strindberg. La película tiene como protagonistas a Anita Björk y Ulf Palme.

## Sinopsis
La película trata sobre las diferencias de clase, sexo y poder en el siglo XIX, cuando la hija de un conde sueco inicia una relación con un sirviente de la casa.

## Reparto
- Anita Björk como Julie.
- Ulf Palme como Jean.
- Märta Dorff como Kristin, cocinera.
- Lissi Alandh como Condesa Berta, madre de Julie.
- Anders Henrikso  como Conde Carl, padre de Julie.
- Inga Gill como Viola.
- Åke Fridell como Robert.
- Kurt-Olof Sundström como novio de Julie.
- Max von Sydow como Hand.
- Margaretha Krook como Governanta.
- Åke Claesson como médico.
- Inger Norberg como Julie de niña.
- Jan Hagerman como Jean de niña.
- Torgny Anderberg como supervisor.
- Bibi Andersson como niña que baila.
- Per-Axel Arosenius como amigo del conde.
- Frithiof Bjärne como concurrente en la iglesia.
- Ingrid Björk como actor de reparto.
- Helga Brofeldt como camarera.
- Sture Ericson como padre de Jean Jean.
- Georg Fernqvist como amigo del conde.
- Hartwig Fock como hombre durmiendo en la iglesia.
- Svea Holst como madre de Jean.
- Holger Kax como amigo del conde, vecino.
- Birger Lensander como hombre en el baile.
- Martin Ljung como compañero de baile de Julie.
- Signe Lundberg-Settergren como camarera.
- John Norrman como compañero de baile de Julie.
- Maud Walter como actor de reparto.

## Comentario
Se ha escrito sobre este filme:

“El guion de Sjöberg fue considerado como una brillante ampliación de la obra de Strindberg. El cineasta introduce por medio de la técnica del flashback, algunas escenas de la infancia de la señorita Julia y aprovecha la oportunidad para asomarse a los campos y jardines en los que se celebran los holgorios nocturnos de la época estival, genialmente fotografiados por Göran Strindberg (el nieto del dramaturgo). El hecho de que la película conserve su poder de fascinación se debe, en parte, a que Sjöberg se aferra con tenacidad a la relación que vincula a los personajes centrales, siguiendo su trayectoria desde el momento en que la señorita Julia (Anita Bjork) humilla al criado Jean (Ulf Palme) hasta que ambos se separan y viven sus traumas independientemente, meditando cada uno las determinantes consecuencias de su relación sexual. El éxito internacional que consiguió esta película alentó a su productor, Sandrews, a invertir grandes sumas de dinero en la versión que hizo Sjöberg de la novela Barrabás hasta el punto de que pudo rodarse en el extranjero -un hecho poco frecuente en el cine sueco-, concretamente en Israel e Italia. A pesar de la magnífica interpretación de Palme en el papel principal, la película casi no se vio fuera de los países escandinavos.”

## Producción
Alf Sjöberg había dirigido en 1949 una adaptación teatral de la obra con Ulf Palme e Inga Tidblad en los roles principales. Para la versión fílmica no sólo conservó a Palme en su papel sino que también usó muchos de los diseños de los escenarios. Tidblad, de casi 50 años, fue reemplazada por Anita Björk. En ese momento de 27 años, si bien la interpretación de Tidblad siguió siendo un modelo ideal para el director, y Björk solo sintió que se trataba de su propia interpretación en las escenas exteriores que no estaban en la versión teatral.
La filmación se hizo entre el 28 de abril y el 18 de julio de 1950 en los Estudios Sandrew y en varios lugares de la región de Estocolmo, incluidos Dalarö, Stora Wäsby Castle y el Drottningholm Palace Park.

## Premios
4.ª edición del Festival de Cannes
| Reconocimiento | Resultado |
| -------------- | --------- |
| Palma de Oro   | Ganadora  |

1.ª Semana Internacional del Cine de San Sebastián
| Certamen                  | Resultado |
| ------------------------- | --------- |
| Exhibición no competitiva | Incluida  |

- Premio de Chaplin Magazine (publicación del Instituto Sueco del Cine) (1964)
- Premio Circle Prize 	(1954)
- Premio del Festival Internacional de Cine de Punta del Este (1952)
- Premio del Festival de Cine de Punta del Este (1952) para Alf Sjöberg
- Premio del Festival de Cine de Punta del Este (1952) para Göran Strindberg
- Premio del Svenska Filmjournalisternas Klubbs (Club de Periodistas Cinematográficos de Suecia) (1952).[3]